# Bernie Sanders
Bernard Sanders (Nueva York, 8 de septiembre de 1941), más conocido como Bernie Sanders, es un político estadounidense, actual senador por el estado de Vermont. Fue elegido a la Cámara de Representantes en 1991 siendo reelecto hasta 2007 cuando fue elegido al Senado como representante de Vermont. Sostiene el récord como el independiente con más antigüedad en la historia del Congreso de EE. UU. y el único representante y senador en considerarse socialista. Durante su estancia en el congreso se adhirió al bloque demócrata. Fue candidato en las elecciones primarias del Partido Demócrata para las elecciones presidenciales de 2016 y también fue candidato durante las primarias de 2020 para las elecciones de 2020. Es el líder de la oposición en el Comité del Presupuesto del Senado desde enero de 2015.
Nacido y criado en Brooklyn, Nueva York, Sanders fue, en su época como estudiante, miembro de la Liga Socialista de la Juventud (YPSL por sus siglas en inglés), activista y organizador de protestas como parte del Movimiento por los Derechos Civiles para el Congreso de Igualdad Racial y el Comité Coordinador Estudiantil No Violento. En 1963 participó en la Marcha sobre Washington por el Trabajo y la Libertad donde Martin Luther King Jr. pronunció su histórico discurso Yo tengo un sueño.
Tiempo después, en 1968, se mudó a Vermont. Allí, Sanders realizó sin éxito campañas independientes para gobernador y senador a comienzos y mediados de la década de 1970. En 1981 ganó la alcaldía de Burlington, la ciudad más grande de Vermont, como candidato independiente. Finalizó su primer mandato con un alto porcentaje de aprobación y fue reelegido tres veces. En 1990, obtuvo el puesto para representar el Distrito congresional mayor de Vermont en la Cámara de Representantes de EE. UU. En 1991, Sanders fue cofundador de la Camarilla Congresional Progresista. Ejerció el cargo de congresista durante 16 años antes de ser elegido como senador en 2006. En 2012, revalidó su puesto con un amplio margen obteniendo casi el 71 % del voto popular. 
A lo largo de su trayectoria Sanders ha mantenido una postura crítica hacia la política exterior estadounidense y fue un vehemente opositor a la Guerra de Irak desde sus inicios. Alcanzó fama nacional al aplicar la táctica de filibusterismo contra la extensión de los recortes de impuestos de George W. Bush en 2010. Sanders sostiene posturas progresistas en asuntos como la redistribución de la renta, la asistencia universal de salud, la baja laboral por maternidad, el cambio climático, los derechos LGTB y la reforma para la financiación de campañas políticas. También es conocido por luchar a favor de las libertades y de los derechos civiles. Ha sido particularmente crítico con la discriminación racial en el sistema de justicia, así como con las políticas de vigilancia masiva como la Ley «Patriota» de los EE. UU. y el programa de vigilancia de la NSA.

## Primeros años, educación y familia
Sanders nació y se crio en Brooklyn, Nueva York. Su padre era un inmigrante judío de Polonia, cuya familia fue asesinada en el Holocausto. Su madre nació en Nueva York, hija de inmigrantes judíos. Sus padres fueron grandes defensores del New Deal y de las políticas socialdemócratas de Roosevelt.

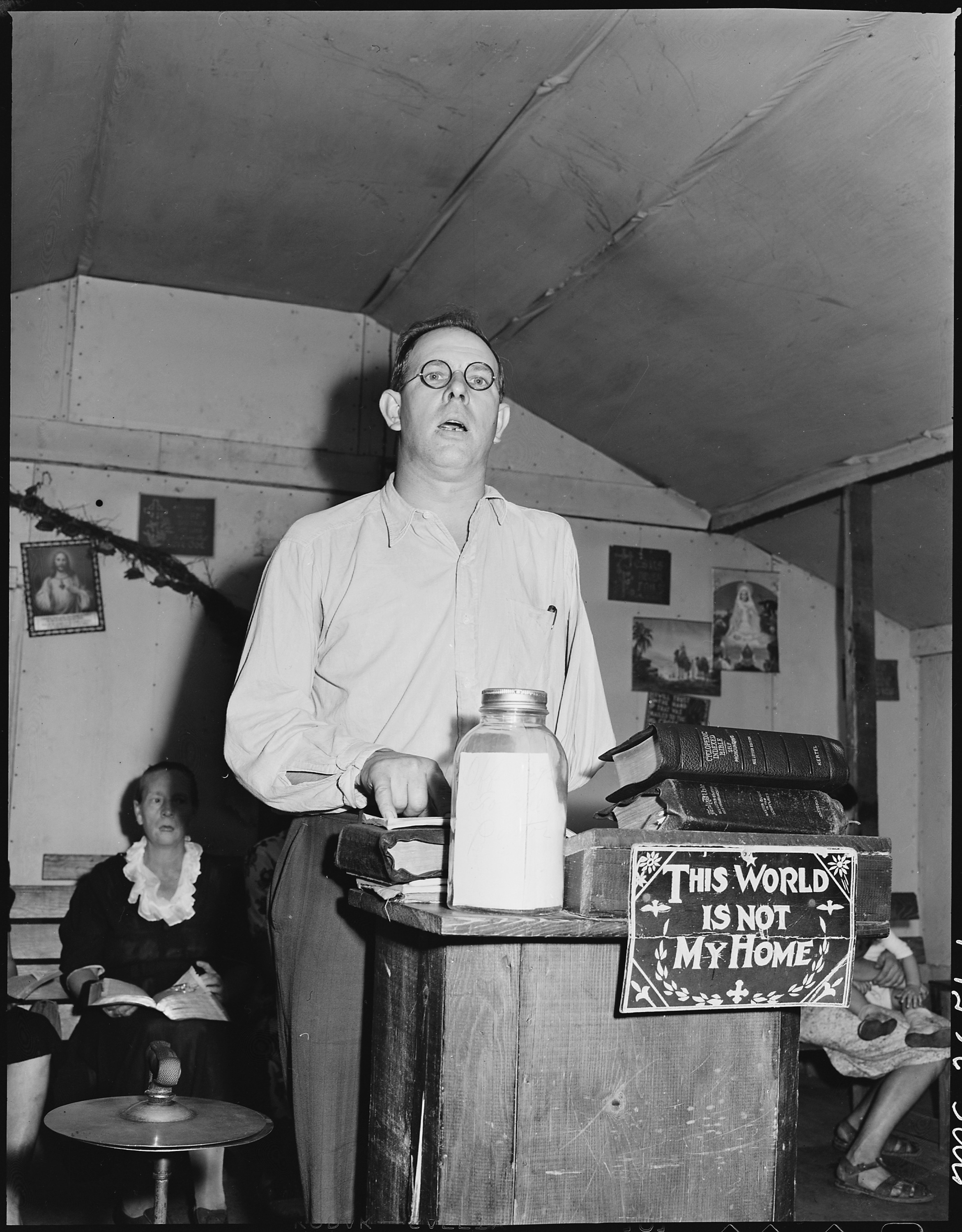
Eli Sanders, padre de Bernie Sanders.

Sanders se interesó por la política desde una edad muy temprana: «Un tipo llamado Adolf Hitler ganó unas elecciones en 1932... y 50 millones de personas murieron como resultado... Lo que aprendí desde muy pequeño es que la política es, de hecho, muy importante».

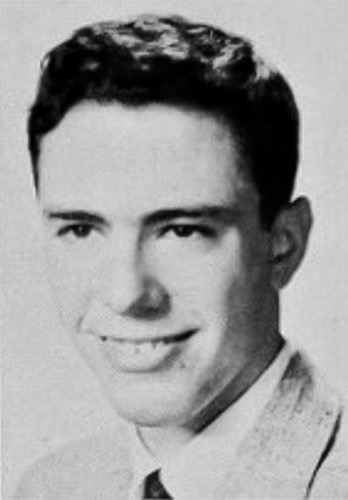
Sanders hacia 1959, en su último año de instituto.

Sanders realizó sus primeros estudios en la escuela pública P.S. 197 de Brooklyn, donde ganó un campeonato estatal en el equipo de baloncesto. Por las tardes iba a la escuela hebrea y celebró su Bar Mitzvah en 1954. Continuó su formación académica en James Madison High School, también en Brooklyn, donde fue capitán del equipo de baloncesto. En Madison, Sanders participó en sus primeras elecciones, donde obtuvo el último lugar entre los tres candidatos para presidir el consejo estudiantil. Su madre murió en junio de 1959 a la edad de 46 años, poco después de que Sanders se graduara.
Sanders inició sus estudios universitarios en el College de Brooklyn de la Universidad de la Ciudad de Nueva York en el año 1959, antes de trasladarse a la Universidad de Chicago. En dicha universidad Sanders se unió a la Liga Socialista de la Juventud, brazo juvenil del Partido Socialista de América, participó activamente en el Movimiento por los derechos civiles como organizador estudiantil para el Congreso de Igualdad Racial y el Comité Coordinador Estudiantil No Violento.
En enero de 1962, Sanders dirigió un mitin en el edificio administrativo de la Universidad de Chicago para protestar contra el segregacionismo de las políticas de alojamiento del campus, propuestas por el presidente universitario George Wells Beadle. «Sentimos que es una situación intolerable que estudiantes universitarios negros y blancos no puedan vivir juntos en departamentos que pertenecen a la universidad», expresó Sanders en la protesta. Él y otros 32 estudiantes entraron al edificio y se plantaron ante la oficina del presidente realizando con ello el primer plantón a favor de los derechos civiles en la historia de Chicago. Semanas después, Beadle y la universidad formaron una comisión para investigar la segregación. Sanders también participó en la Marcha sobre Washington por el Trabajo y la Libertad de 1963. Ese verano fue condenado culpable de resistirse al arresto durante una manifestación contra la segregación racial en las escuelas públicas de Chicago y recibió una multa de 25 dólares.
Además de su activismo a favor de los derechos civiles durante los años 60 y 70, Sanders participó activamente en varios movimientos pacíficos y antibélicos. Fue miembro del Comité Coordinador Estudiantil No Violento y la Unión de Paz Estudiantil mientras estudiaba en la Universidad de Chicago. Durante la Guerra de Vietnam Sanders solicitó ser objetor de conciencia. Su solicitud fue rechazada, pero para entonces superaba la edad máxima para ser reclutado. A pesar de que se oponía a la guerra, Sanders nunca culpó a quienes combatieron y ha sido un destacado promotor de los beneficios para los veteranos.
En 1964, Sanders se graduó de la Universidad de Chicago con una licenciatura en ciencia política. Se casó con Deborah Shiling y compraron una casa de verano en Vermont. Se divorciaron en 1966 sin haber tenido hijos. Durante los siguientes años, tuvo varios empleos en Nueva York y Vermont y pasó varios meses en un kibutz en Israel. Su hijo, Levi Sanders, nació en 1969, fruto de una relación con Susan Campbell Mott. En 1988, Sanders contrajo matrimonio con Jane (O'Meara) Driscoll, expresidenta de la Universidad de Burlington, en Vermont. Con ella tiene tres hijastros, a quienes considera sus hijos.
Sanders ha dicho que está «orgulloso de ser judío» pero «no particularmente religioso». Su esposa es católica y Sanders frecuentemente ha expresado su admiración hacia el papa Francisco, diciendo que «el líder de la Iglesia católica está planteando asuntos muy profundos. Es importante que escuchemos lo que tiene que decir». Sanders a menudo cita al papa en asuntos económicos y lo ha descrito como «increíblemente listo y valiente».

## Carrera política temprana

### Campañas Unión de la libertad
Sanders comenzó su carrera política en 1971 como miembro del Partido Unión de la Libertad, que se originó en el movimiento antibélico y el Partido de la Gente. Se postuló como candidato del Partido de Unión de la Libertad para gobernador de Vermont en 1972 y 1976 y como candidato para el Senado de los Estados Unidos en 1972 y 1974. En la elección de 1974, Sanders quedó en tercer lugar (5901 votos; 4,1 %) detrás del ganador, el procurador del condado de Chittenden, Patrick Leahy (D, VI; 70 629 votos; 49,4 %) y el dos veces ganador Dick Mallary, congresista republicano (R; 66 223 votos; 46,3 %). En 1979, Sanders dimitió del partido y trabajó como escritor y director de la American People's Historical Society (APHS). Mientras trabajaba en la APHS, realizó un documental de 30 minutos sobre el dirigente socialista estadounidense y candidato a la presidencia Eugene V. Debs.

### Alcalde de Burlington
En 1981, por sugerencia de su amigo cercano Richard Sugarman, profesor de religión en la Universidad de Vermont, Sanders participó en las elecciones para alcalde de Burlington. Venció al seis veces alcalde demócrata Gordon Paquette con un margen de sólo diez votos, en unas elecciones con cuatro candidatos, el 3 de marzo de 1981. Posteriormente, fue reelegido tres veces derrotando tanto a candidatos demócratas como republicanos. En 1983 recibió el 53 % de los votos, y 55 % en 1985. En su última campaña para alcalde, en 1987, Sanders derrotó a Paul Lafayette, candidato demócrata que contaba con la aprobación y el respaldo oficial de los dos partidos principales.
Durante el primer mandato de Sanders, sus seguidores, incluyendo a Terry Bouricius, el primer consejero por el Partido de los Ciudadanos, formaron la Coalición Progresista, precursora del Partido Progresista de Vermont. Los progresistas nunca obtuvieron más de seis escaños en el ayuntamiento de 13 concejales, pero contaron con suficientes votos para evitar que el ayuntamiento invalidara el poder de veto de Sanders. Bajo el mandato de Sanders, Burlington se convirtió en la primera ciudad estadounidense en financiar un fideicomiso comunitario para la vivienda.
Durante la década de 1980, Sanders fue un acérrimo crítico con la política exterior estadounidense en Latinoamérica. En 1985, el ayuntamiento de Burlington auspició un discurso de Noam Chomsky en esta materia. En su introducción, Sanders destacó a Chomsky como "una voz muy importante en la agreste vida intelectual de los Estados Unidos" y se dijo "encantado de dar la bienvenida a una persona de quien pienso que todos nos sentimos muy orgullosos".
La administración de Sanders logró equilibrar el presupuesto de la ciudad y atrajo a un equipo de béisbol de las ligas menores, Los Rojos de Vermont, entonces filial doble-A de los Cincinnati Reds. Durante su periodo como alcalde Sanders, además, demandó a la franquicia de televisión por cable local, obteniendo tarifas más bajas para los clientes.
Como alcalde Sanders dirigió extensos proyectos para revitalizar el centro de Burlington. Uno de sus logros más representativos fue el desarrollo de la ribera del Lago Champlain. En 1981, Sanders hizo campaña contra los planes impopulares de Tony Pomerleau, un desarrollador inmobiliario de Burlington, que buscaba convertir lo que entonces era una propiedad industrial ribereña (perteneciente a la compañía ferroviaria Central Vermont Railway) en apartamentos caros, hoteles, y oficinas. Sanders hizo campaña con el lema de "Burlington no está en venta" y apoyó con éxito un plan para convertir la ribera en un área de usos múltiples, con viviendas, parques y espacios públicos. A la fecha, la línea costera incluye muchos parques y millas de playas públicas y ciclopistas, embarcadero y un centro para la ciencia. Burlington ahora es considerado como uno de los mejores lugares para vivir en todo Estados Unidos.
En 1987, la revista U.S. News & World Report clasificó a Sanders como uno de los mejores alcaldes de Estados Unidos.
Después de servir cuatro plazos, Sanders optó por no buscar la reelección en 1989. Ese mismo año, se dedicó a la enseñanza en la Escuela de Gobierno John F. Kennedy de la Universidad de Harvard y en el Hamilton College de Nueva York en 1991.
Sanders anunció oficialmente su inicio a la candidatura para la presidencia de los Estados Unidos en el Parque Waterfront Park de Burlington en 2015.

## Cámara de Representantes de EE. UU.

### Elecciones
En 1988, el entonces congresista por el distrito de Vermont, el republicano Jim Jeffords, decidió buscar un escaño en el Senado de EE. UU., dejando vacante su lugar como representante. El vicegobernador republicano Peter P. Smith ganó la elección para la Cámara de Representantes con un 41 % de los votos. Sanders, que se postuló como independiente, quedó en segundo lugar con un 38 % de los votos, mientras que el representante estatal del partido demócrata Paul N. Poirier terminó en tercer lugar con 19 % de los votos. Dos años más tarde, Sanders se postuló al cargo y derrotó a Peter P. Smith, que buscaba la reelección, por un margen de 56 % a 40 %.
Sanders fue el primer independiente elegido para la Cámara de Representantes de EE. UU. desde la elección de Frazier Resmas, que representaba a Ohio, 40 años antes. Sanders ejerció el cargo como representante durante 16 años. Siempre fue reelegido con gran ventaja excepto en 1994, durante la "Revolución Republicana", cuando ganó con una ventaja de apenas 3,3 % de los votos, sumando un total de 49,8 %.

### En el cargo

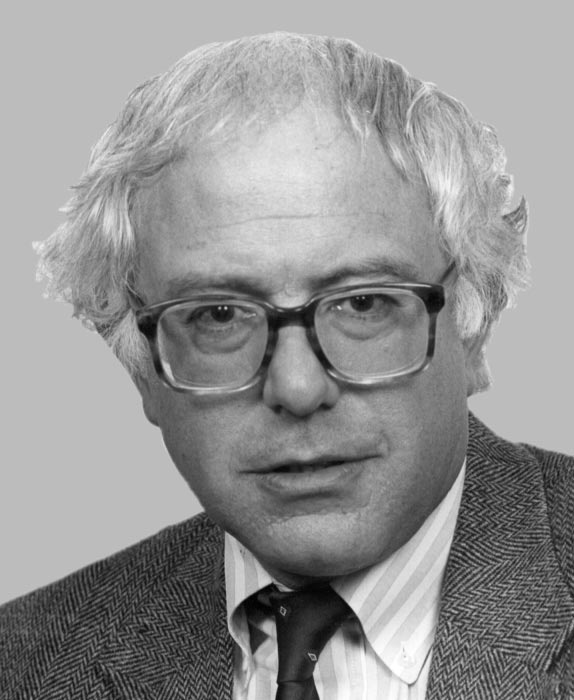
Sanders en 1991.

Durante su primer año en la Cámara de Representantes, Sanders se alejó de posibles aliados por su crítica hacia ambos partidos políticos, acusándolos de trabajar en favor de los ricos. En 1991, Sanders cofundó el "Congressional Progressive Caucus", un grupo de demócratas liberales que Sanders presidió durante sus primeros ocho años de existencia.
En 1993, Sanders votó contra la Ley Brady, que imponía verificaciones de antecedentes e imponía un periodo de espera para los compradores de armas en todo el territorio estadounidense y que fue aprobada con 238 votos a favor y 187 en contra. En 2005, votó a favor de la Ley para la protección del comercio legal de armas. El propósito de esta ley era proteger a los comerciantes y fabricantes de posibles responsabilidades por actos criminales cometidos con sus armas. En 2015, Sanders defendió su voto, diciendo: "si alguien tiene un arma y esta cae en las manos de un asesino y el asesino mata a alguien con esta arma, ¿señalas como responsable al fabricante? El fabricante del arma no sería más responsable de este crimen, como no lo sería una fábrica de martillos por un crimen con un martillo".
Sanders votó contra las resoluciones que autorizaron el uso de fuerzas militares en contra de Irak en 1991 y 2002, y se opuso a la Invasión de Irak de 2003. Votó a favor de Ley para la autorización del uso de fuerza militar en contra de terroristas, que se ha utilizado como justificación legal para las polémicas acciones militares desde los atentados del 11 de septiembre. Sanders votó a favor de una moción no resolutiva en expresión de apoyo hacia las tropas que participaron en el inicio de la invasión a Irak, pero dio un discurso ante el pleno criticando la naturaleza partidista del voto y las acciones de la administración de George W. Bush que llevaron a la guerra.
Con respecto a la investigación que resultó de la filtración de la identidad del agente de la CIA Valerie Plame por parte de un oficial del Departamento de Estado, Sanders declaró: "la revelación de que el presidente autorizó la desclasificación de información para desacreditar a un crítico de la guerra de Irak debería decir a cada miembro del congreso que es tiempo de una investigación sobre cómo llegamos a esta guerra y por qué el congreso no puede actuar ya como un sello de aprobación al servicio del presidente".
Sanders ha sido un consistente crítico de la Ley Patriota. Como congresista votó contra su legislación. Después de que ésta fuera aprobada con 357 votos a favor y 66 en contra en la cámara baja, Sanders promovió y votó a favor de varias enmiendas en un intento por limitar sus efectos, además de votar contra cada uno de sus referendos. En junio de 2005, Sanders propuso una enmienda para limitar las cláusulas de Ley Patriota que permitían al gobierno obtener registros de bibliotecas y compras de libros realizadas por individuos. La enmienda pasó por la Cámara de Representantes con una mayoría bipartidista, pero fue eliminada el 4 de noviembre del mismo año tras negociaciones entre ambas cámaras y nunca se convirtió en ley.
En marzo de 2006, luego de una serie de resoluciones en varias ciudades de Vermont que le pedían emprender mociones para destituir a George W. Bush, Sanders declaró que "no es práctico hablar de una destitución", considerando que los republicanos contaban con el control de la Cámara de Representantes y del Senado. Aun así, Sanders no ocultó su oposición a la administración de Bush, a la que criticó constantemente por sus recortes a los programas sociales.
Sanders criticó abiertamente al presidente de la Reserva Federal Alan Greenspan. En junio de 2003, durante una sesión de preguntas y respuestas al entonces presidente de la reserva, Sanders le dijo a Greenspan que le preocupaba que estuviera "fuera de foco" y que "ves la función de tu puesto como la tarea de defender a los ricos y a las grandes corporaciones". Sanders señaló en 1998 que los bancos de inversión y los bancos comerciales debían mantenerse como entidades separadas. En octubre de 2008, luego de que Sanders obtuviera su escaño en el Senado, Greenspan admitió ante el Congreso que su ideología económica era defectuosa.
El 2 de noviembre de 2005, Sanders votó contra la Ley de libertad de expresión en línea, que habría excluido el Internet de las restricciones de financiamiento de campañas electorales.

## Senado de EE. UU.

### Elecciones

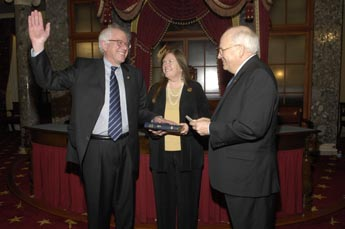
Bernie Sanders al ser jurado como Senador de EE. UU. por el entonces Vicepresidente Dick Cheney en el Antiguo Cuarto de Senado. Enero de 2007.

Sanders se postuló a las elecciones del Senado de EE. UU. el 21 de abril de 2005, después de que el senador Jim Jeffords anunciara que no buscaría un cuarto periodo en el puesto. Chuck Schumer, presidente del Comité de Campaña Senatorial Demócrata, otorgó su respaldo a Sanders, un movimiento importante que significó que ningún demócrata que compitiera contra Sanders podría recibir ayuda financiera del partido. Sanders fue respaldado también por el Líder de la Minoría del Senado Harry Reid de Nevada y presidente del Comité Nacional Demócrata, y por el gobernador anterior de Vermont Howard Dean. Éste declaró en mayo de 2005 que consideraba a Sanders "un aliado que vota con los demócratas 98 % del tiempo". El entonces senador Barack Obama también hizo campaña para Sanders en Vermont en marzo de 2006.
En la campaña política más cara en la historia de Vermont, Sanders venció al empresario Rich Tarrant con un margen aproximado de 2 a 1. Muchos medios de comunicación anticiparon que Sanders sería el ganador mucho antes de cualquier resultado. Fue reelegido en 2012 con 71 % de los votos.

### En el cargo
Una encuesta realizada por Public Policy Polling en agosto de 2011 indicó que su índice de aprobación era de un 67 % y su índice de desaprobación de 28 %, convirtiéndolo en el tercer senador más popular en el país. La NAACP y el NHLA otorgaron a Sanders una puntuación del 100 % por sus votos en el Senado. De los 50 senadores elegidos por el diario The Forward, Sanders figuraba entre los cinco primeros. En noviembre de 2015 de acuerdo con una encuesta realizada por Morning Consult, Sanders obtuvo un índice de aprobación del 83 % entre sus electores, convirtiéndolo en el senador más popular de Estados Unidos.

#### Presupuesto
El 24 de septiembre de 2008, Sanders publicó una carta abierta al jefe del Departamento del Tesoro de Estados Unidos, el secretario Henry Paulson, denunciando la propuesta de rescatar a los bancos tras la crisis financiera de 2008. Esta carta reunió más de 8000 firmas en menos de 24 horas. El 29 de enero de 2009, Sanders y los demócratas Robert Byrd, Russ Feingold y Tom Harkin eran los únicos miembros de la mayoría que votaron contra el nombramiento de Timothy Geithner como jefe del Departamento del Tesoro.
El 10 de diciembre del 2010, Sanders dio un discurso de más de 8 horas en un intento infructuoso de filibusterismo contra la Ley para el alivio de impuestos, la reautorización del seguro de desempleo y la creación de empleos de 2010, que proponía extender las tasas de impuestos de la administración de Bush. En su discurso, Sanders expresó su desaprobación con: "¡suficiente es suficiente! ¿Cuántas casas puedes poseer?". Dicha ley resultó aprobada, pero en respuesta al discurso centenares de personas firmaron peticiones en línea pidiendo la postulación de Bernie Sanders como candidato presidencial en 2012, mientras que las encuestas del partido empezaron a medir su apoyo en los principales estados de las primarias. Activistas progresistas como Rabbi Michael Lerner y el economista David Korten apoyaron públicamente a Bernie Sanders en una supuesta carrera presidencial en contra del Presidente Barack Obama.
El discurso de Bernie Sanders fue publicado en febrero de 2011 por Nation Books como The Speech: A Historic Filibuster on Corporate Greed and the Decline of Our Middle Class y las ganancias por derechos de autor fueron donadas a organizaciones de caridad sin fines de lucro en Vermont.

#### Comité de Presupuesto del senado
En enero de 2015, Sanders se convirtió en Miembro de Alto Nivel de la minoría del Comité de Presupuesto del Senado. Nombró a la profesora de economía Stephanie Kelton, destacada académica de la teoría monetaria moderna" como la Asesora Económica para la Minoría Demócrata del Comité y presentó un informe enfocado en ayudar a "reconstruir la mermada clase media", el cual incluía propuestas para aumentar el salario mínimo, estimular el gasto en infraestructura y aumentar los pagos de seguridad social.

#### Asignaciones de comité
- Comité de Presupuesto

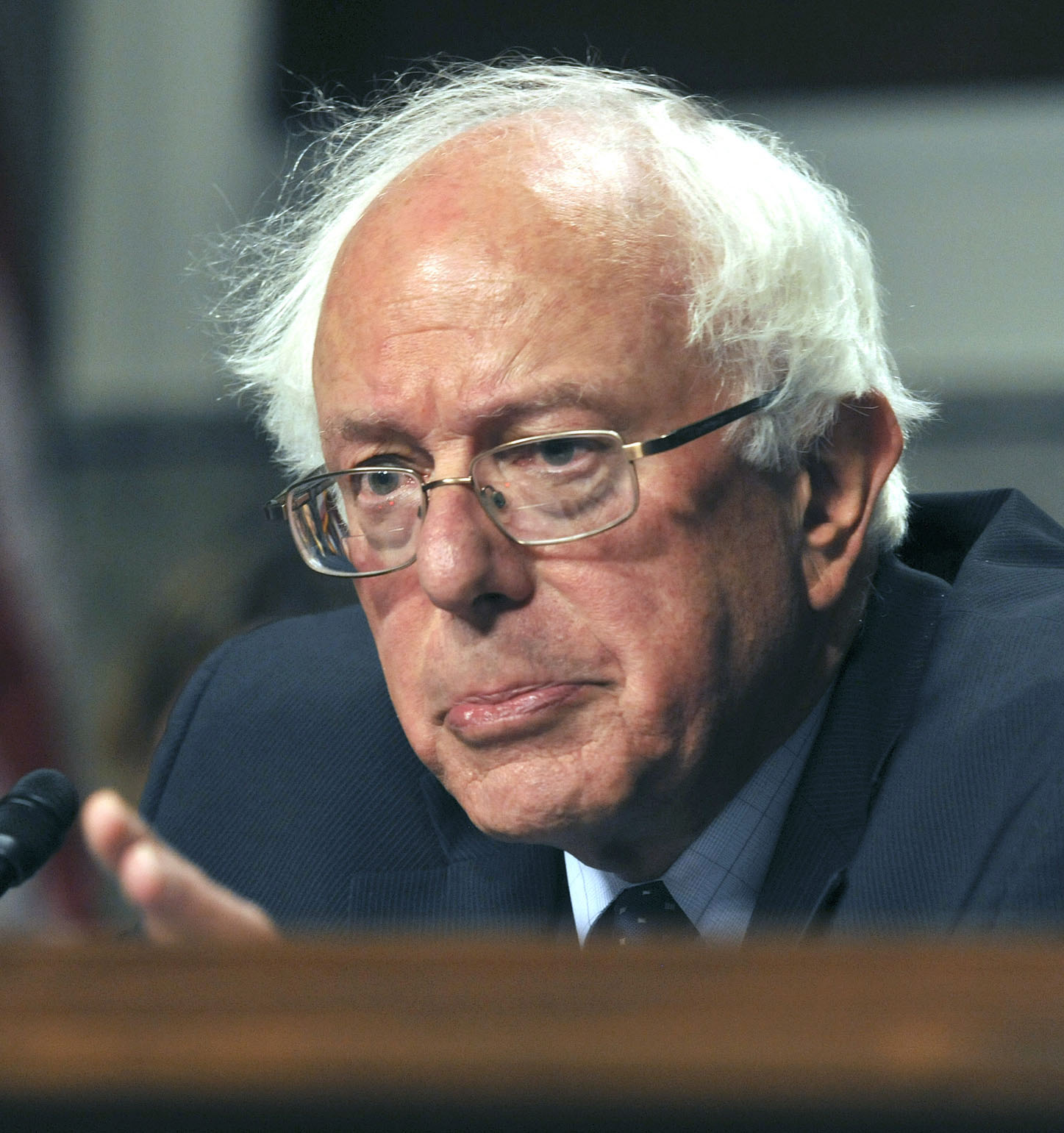
Senador Sanders escuchando testimonio por el entonces actuando Secretario de EE. UU. de Asuntos de Veteranos Sloan D. Gibson, en 2014.

- Comité de Medio Ambiente y Obras Públicas
  - Subcomisión de Aire Limpio y Seguridad Nuclear
  - Subcomisión de Trabajos Verdes y la Nueva Economía
  - Subcomisión de Transporte e Infraestructura
- Comité de Energía y Recursos Naturales
  - Subcomisión de Energía
  - Subcomisión de Parques Nacionales
  - Subcomisión de Agua y Poder
- Comité de Salud, Educación, Trabajo y Pensiones
  - Subcomisión de Niños y Familias
  - Subcomisión de Envejecimiento y Salud Primarios
- Comité para los Asuntos de los Veteranos

## Campaña presidencial de 2016

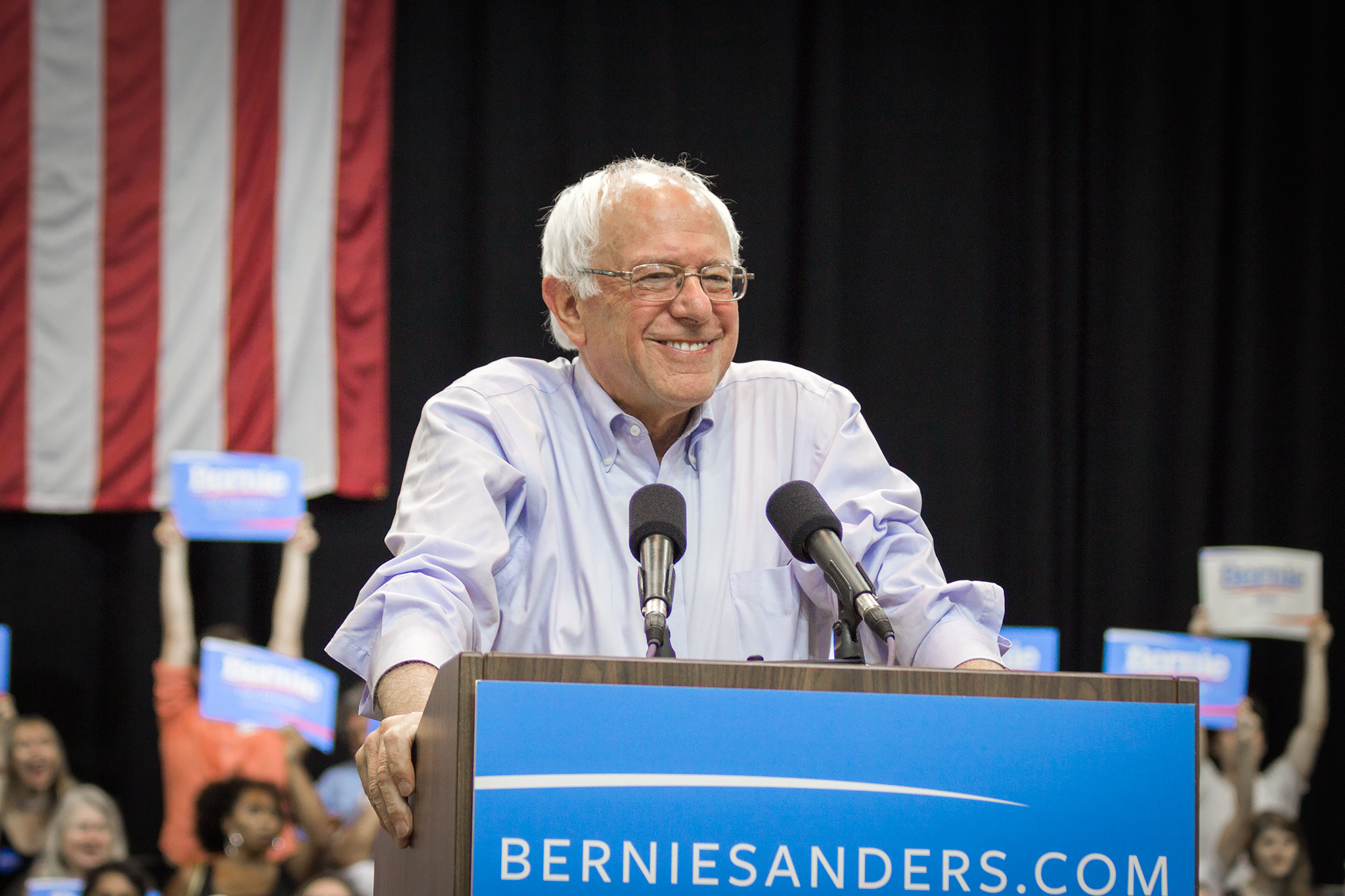
Sanders, haciendo campaña en Nueva Orleans, Luisiana, en julio de 2015.

El 30 de abril de 2015, Sanders anunció su intención de obtener la candidatura presidencial por el Partido Demócrata mediante un comunicado en el Capitolio. Su campaña fue inaugurada oficialmente el 26 de mayo de 2015, en Burlington.
En su anuncio, Sanders dijo: "no creo que los hombres y mujeres que defendieron la democracia estadounidense lo hicieran para terminar en un sistema donde los multimillonarios fueran dueños del proceso político". Su carrera presidencial fue bienvenida por la senadora Elizabeth Warren, quien comentó: "estoy alegre de verlo pronunciarse y dar su versión de lo que debería ser el liderazgo en este país". El 19 de junio de 2015, la organización "Ready for Warren" (Warren había evitado llamados para convertirse ella misma en candidata) avaló la candidatura de Sanders y cambió su identidad a "Listos para Luchar".
A diferencia de otros candidatos a la presidencia, Sanders declaró que no buscaría financiación a través de un "Super PAC", eligiendo a cambio financiarse por medio de pequeñas donaciones individuales. La campaña presidencial de Sanders obtuvo 1,5 millones de dólares dentro de las primeras 24 horas de su anuncio oficial. Cuatro días después, Sanders habría acumulado 3 millones de dólares de pequeños donantes, con un promedio de 43 dólares por donación. El 2 de julio, la campaña anunció que había acumulado 15 millones de dólares provenientes de 250 000 donantes. El 30 de septiembre, The New York Times informó que Sanders había acumulado 26 millones de dólares en el transcurso de tres meses, superando el ritmo de donaciones de la campaña de Barack Obama en 2008. El equipo de campaña de Sanders anunció que había logrado acumular un millón de donaciones individuales, convirtiéndose así en el primer candidato de 2016 en alcanzar tal cifra. El 20 de diciembre, la campaña de Sanders anunció haber superado 2,3 millones de donaciones individuales rompiendo el récord de Obama en 2011 del mayor número de contribuciones individuales acumuladas por una campaña para la candidatura a la presidencia de los Estados Unidos.

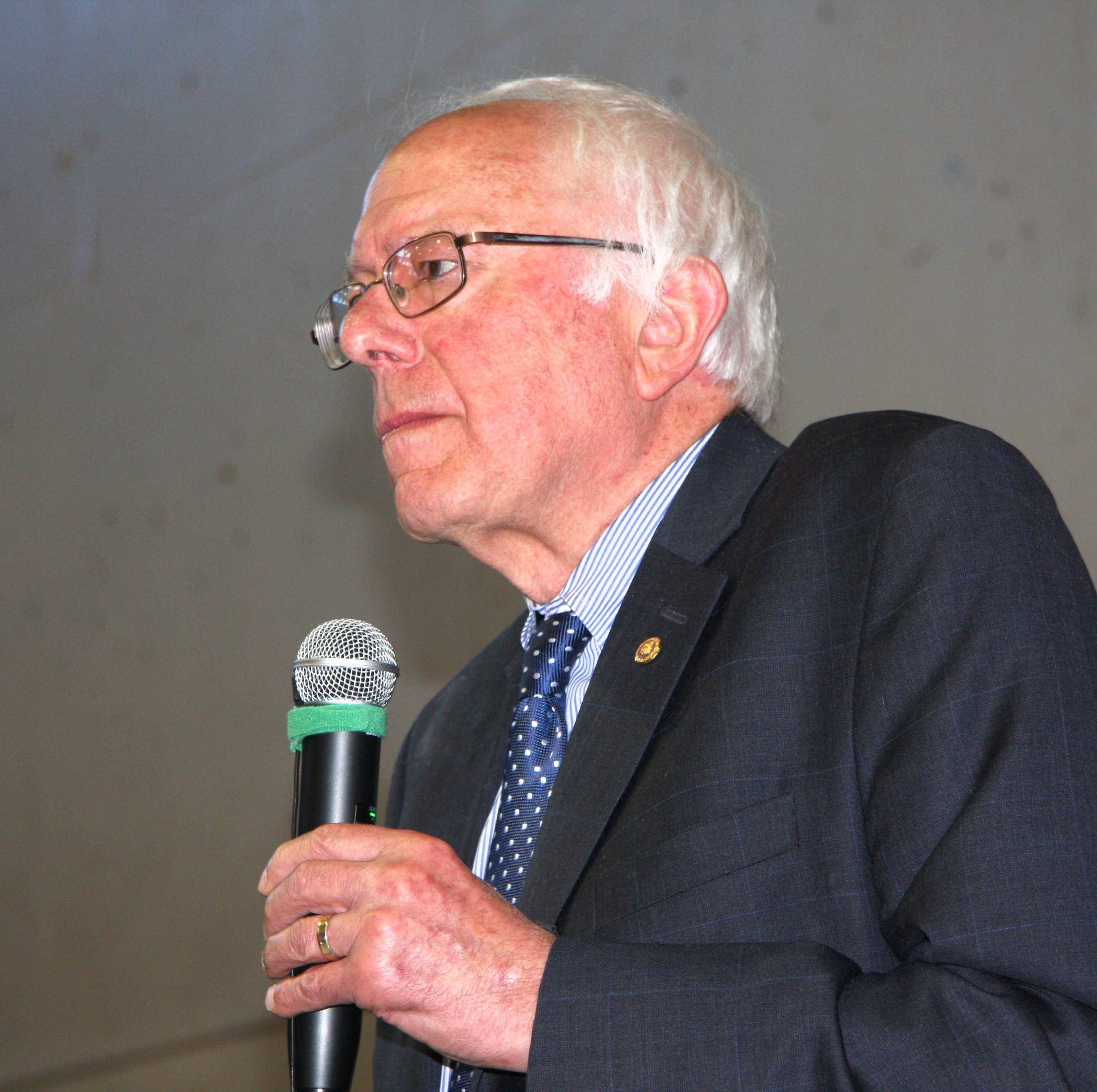
Bernie Sanders hablando en el Centro Indioamericano en Mineápolis, Minnesota, en mayo de 2015.

Sanders aprovechó las redes sociales para crear impulso en su campaña. Además de subir contenido a Twitter y Facebook, Sanders sostuvo una sesión de preguntas y respuestas en Reddit el 19 de mayo de 2015. Sanders también ha obtenido un gran apoyo organizacional en Internet. El 29 de julio más de 100 000 seguidores participaron en alrededor de 3500 reuniones a nivel nacional organizadas en Internet. Sanders recibió más de un millón de donaciones por medio de internet, lo que atribuye a una interacción "orgánica" con el público a través de las redes sociales, así como al hecho de escribir él mismo los comunicados de su campaña.
El 25 de junio de 2015, The New York Times destacó que Sanders seguía de cerca a Hillary Clinton en un "empate estadístico" en las primarias de New Hampshire, citando una encuesta de CNN/WMUR. Para septiembre de 2015, las encuestas mostraron a Sanders por encima de Clinton en Iowa y New Hampshire. El 20 de noviembre, una encuesta en línea realizada por la NBC mostró que Sanders era el candidato preferido por 33 % de los votantes demócratas e independientes, detrás de Clinton por 16 puntos. Sanders continuó mostrando una clara preferencia entre los votantes jóvenes y con 3 puntos porcentuales por debajo de Clinton entre los votantes blancos.
Los eventos de campaña de Sanders en junio de 2015 atrajeron grandes multitudes alrededor del país, para su propia sorpresa. Cuando Clinton y Sanders hicieron apariciones públicas a días uno del otro en Des Moines, Iowa, Sanders reunió multitudes más grandes aun cuando ya había hecho numerosas apariciones alrededor del estado y la visita de Clinton fue la primera en 2015. El 1 de julio de 2015, la campaña de Sanders organizó un acto político en Madison, Wisconsin, siendo el evento realizado por cualquiera de los candidatos presidenciales con más público hasta ese momento, con una concurrencia estimada de 10 000 personas. El 18 de julio, reunió a un público aún mayor en Arizona, con una concurrencia estimada de más de 11 000 personas. El 8 de agosto, Sanders reunió a más de 15 000 personas en un evento en Seattle, en la Universidad de Washington. Un día más tarde, más de 28 000 personas asistieron a un mitin en Portland, Oregón.
El 3 de diciembre de 2015, una encuesta de la Universidad de Quinnipiac mostró a Sanders como el candidato más elegible a la presidencia entre los partidos más importantes, contra los principales candidatos republicanos e incluso por encima de Hillary Clinton.
El 4 de diciembre de 2015, Sanders ganó la encuesta de los lectores para elegir a la Persona del año 2015, organizada por la revista Time, con 10,2 % de los votos, seguido por la premio Nobel de la Paz Malala Yousafzai, quien obtuvo el 5,2 % del total de votos. Sanders fue excluido de la lista de finalistas, seleccionada por los editores de la revista.
El 8 de diciembre de 2015, el Partido de Familias Trabajadoras otorgó su respaldo oficial a Sanders para presidente, con "una agobiante gran mayoría" del 87,4 % de sus miembros a favor de Sanders. El 17 de diciembre, la organización Democracia para América otorgó su respaldo oficial a Sanders, con 88 % de los miembros apoyando su candidatura.
En diciembre de 2015, el Comité Nacional Demócrata (CND) suspendió el acceso de la campaña de Sanders a su base de datos de votantes después de que Sanders despidiera a un empleado quien presuntamente vio datos de la campaña de Hillary Clinton como resultado de un errores técnicos en las bases de datos. La campaña de Bernie Sanders criticó la decisión como una reacción excesiva a las acciones de un solo empleado y amenazó con acciones legales a menos que el Comité Nacional Demócrata restaurara su acceso. La campaña de Sanders reclama que advirtieron al CND sobre errores en las bases de datos de votantes desde meses antes. El 18 de diciembre de 2015, la campaña presentó una demanda declarando que el comité suspendió injustamente su acceso. El exasesor de Obama, David Axelrod declaró en Twitter que el CND "intentaba actuar a favor de Clinton". El CND y la campaña de Sanders llegaron ese mismo día a un acuerdo que restauró el acceso de la campaña a sus bases de datos.

### Debates presidenciales del Partido Demócrata
El CND anunció el 5 de mayo de 2015, que habría 6 debates, en contraste con los 26 debates y foros de la campaña presidencial de 2008. Críticos, incluyendo la campaña de Sanders, argumentan que el programa de debate es parte de un intento deliberado por parte del CND para proteger a Hillary Clinton.

## Posturas políticas

### Socialismo democrático
Bernie Sanders se describe a sí mismo como un socialista democrático, progresista, admirador del modelo de los países nórdicos y defensor de la democracia liberal. Muchos comentaristas han resaltado la consistencia de su perspectiva ideológica a lo largo de su carrera política. El 19 de noviembre de 2015, Sanders pronunció un discurso en la Universidad de Georgetown sobre su postura acerca del socialismo democrático, incluyendo el papel ideológico que tuvo en las políticas de los presidentes Franklin D. Roosevelt y Lyndon B. Johnson. Ha sido descrito como un populista.
Definiendo lo que el socialismo democrático significa para él, Sanders dijo: "no creo que el gobierno deba adueñarse de la tienda de la esquina o poseer los medios de producción de la sociedad, pero sí creo que la clase media y las familias trabajadoras que producen la riqueza de EE. UU. merecen un nivel de vida decente y que sus ingresos deberían incrementar, no disminuir. Apoyo el que las compañías privadas prosperen, inviertan y crezcan en EE. UU., compañías que crean trabajos aquí, a diferencia de las compañías que cierran sus sedes en EE. UU. e incrementan sus ganancias a partir de explotar a los trabajadores con bajos sueldos en el extranjero.”

### Economía
Bernie Sanders se enfoca en asuntos económicos como ingresos y desigualdad en la distribución de riqueza, el incremento al salario mínimo, la asistencia universal de salud, la necesidad de mitigar la carga de las deudas estudiantiles, que la matrícula en las universidades públicas sea gratuita por medio de un impuesto a la especulación en Wall Street, así como ampliar los beneficios de seguridad social eliminando el límite en el impuesto de nómina para todos los ingresos por encima de 250 000 $.
Sanders se ha convertido en un destacado defensor de leyes que obliguen a las compañías a proporcionar a sus empleados permisos de ausencia laboral por maternidad, incapacidad por enfermedad con goce de sueldo y derecho a vacaciones, resaltando que en la actualidad tales leyes ya han sido adoptadas por casi todos los países desarrollados. También apoya leyes que permitan a los trabajadores formar sindicatos con mayor facilidad.
Sanders defiende acciones contundentes para invertir en infraestructura y revertir los efectos del cambio climático, como la instauración de sistemas de "energía eficaz y sostenible" y la creación de empleos como objetivos primordiales. Es opositor del Acuerdo Transpacífico de Cooperación Económica con el argumento de que tal acuerdo es perjudicial para los trabajadores.
Es también un defensor de exhaustivas reformas financieras y favorece la división de las instituciones financieras consideradas "demasiado grandes para fallar", que se reforme el Banco de Reserva Federal y que se restaure la Ley Glass-Steagall fundada tras la Gran Depresión y derogada en 1999, lo que permitió la constitución de Citigroup y otras megacompañías financieras.

### Política interna
Sanders ha defendido una mayor participación democrática por parte de los ciudadanos, una reforma de la financiación de las campañas políticas y la revocación de la sentencia del mediático caso federal de Citizens United contra la Comisión Federal de Elecciones. Ha denunciado la existencia del racismo institucional, ha hecho llamados a favor de una reforma al sistema de justicia criminal para reducir el número de personas en prisión, ha defendido medidas disciplinarias severas para combatir la brutalidad policial, apoya la abolición de las prisiones privadas y con fines de lucro, así como la pena de muerte. Sanders apoya la legalización de la marihuana en el nivel federal.
Sanders adopta una postura liberal en asuntos sociales, defiende los derechos LGBT, se opone a la Ley de defensa del matrimonio y mantiene una postura proelección respecto al aborto y se opone al desfinanciamiento de Planned Parenthood.

### Política exterior
Sanders fue un enérgico opositor a la invasión de EE. UU. de Irak y ha sido crítico respecto a varias políticas aprobadas durante la Guerra contra el terrorismo, particularmente la vigilancia masiva de la población y la Ley "Patriota" de los EE. UU.
En respuesta a los atentados en París del 13 de noviembre de 2015 perpetrados por el Estado Islámico, Sanders hizo un llamado a la cautela contra la islamofobia y dijo que en la guerra contra el Estado Islámico "tenemos que ser tenaces, no estúpidos", y que los EE. UU. deberían continuar recibiendo a refugiados sirios. En entrevistas ha afirmado que los atentados terroristas y las divisiones raciales con frecuencia se utilizan para infundir miedo en la población.

### Inmigración
El Senador defiende el derecho de familias extranjeras de vivir y trabajar en los Estados Unidos, sobre este principio ha elaborado un plan de 6 puntos para cambiar la actual política de inmigración de los EE. UU. de ser electo:
- Desmantelar los programas de deportación y los centros de detención.
- Trabajar en una legislación que facilite a las 11 millones de personas indocumentadas permanecer en los Estados Unidos.
- Asegurar que las fronteras sean seguras, respetando a las comunidades locales.
- Regular el flujo de inmigrantes modernizando el sistema de visas y reescribiendo los tratados defectuosos.
- Mejorar el acceso a la justicia y terminar con la criminalización de los inmigrantes
- Establecer parámetros de supervisión independiente de agencias claves del Departamento de Seguridad Nacional.

Respecto a esto, el senador Sanders declara:
"Somos una nación de inmigrantes. Yo mismo soy el hijo de un inmigrante. Su historia, mi historia, nuestra historia es la historia de los Estados Unidos: familias trabajadoras viajando a los Estados Unidos para crear un mejor futuro para sus hijos. La historia de los inmigrantes es la historia de los Estados Unidos, una historia arraigada en la familia y potenciada por la esperanza. Y esta historia continúa hoy en día en familias por todo Estados Unidos."

## Libros
- "Nuestra Revolución. Un futuro en el que creer" (Lola Books, Berlín, 2018, ISBN 978-3-944203-37-9)